# アフター -壊れる絆-
『アフター -壊れる絆-』（原題: After We Collided）は2020年に公開されたアメリカ合衆国のドラマ映画である。監督はロジャー・カンブル、主演はジョセフィン・ラングフォードとヒーロー・ファインズ＝ティフィンが務めた。本作はアナ・トッドが2014年に発表した小説『AFTER season2 壊れる絆』を原作としており、2019年に公開された映画『アフター』の続編でもある。
本作は日本国内で劇場公開されなかったが、2020年12月1日にNetflixで配信された。

## 概略
テッサ・ヤングはハーディン・スコットと正式に付き合うことになったが、テッサの気苦労は絶えることがなかった。やがて、ハーディンのある裏切り行為をきっかけに、2人は破局することになった。ハーディンは謝罪した上で復縁を持ちかけたが、テッサには彼を許す気がなかった。ほどなくして、テッサは出版社でインターンとして働き始め、先輩社員のトレヴァーに魅了されていった。ハーディンはそんな2人の様子を見て焦りを募らせていく。

## キャスト
※括弧内は日本語吹き替え
- テッサ・ヤング：ジョセフィン・ラングフォード（朝井彩加）
- ハーディン・スコット：ヒーロー・ファインズ＝ティフィン（小林千晃）
  - 子供時代のハーディン・スコット：ジョン・ジャクソン・ハンター
- トリッシュ・ダニエルズ：ルイーズ・ロンバード（冬馬由美）
- トレヴァー・マシューズ：ディラン・スプラウス（平野潤也）
- キンバリー：キャンディス・キング（田中理恵）
- クリスチャン・ヴァンス：チャーリー・ウェバー（滝知史）
- スミス・ヴァンス：マックス・ラゴーネ（織田碧葉）
- キャロル・ヤング：セルマ・ブレア（樋口あかり）
- ランドン・ギブソン：シェーン・ポール・マギー（大西弘祐）
- ケン・スコット：ロブ・エステス（谷昌樹）
- カレン・スコット：カリマー・ウェストブルック（中村綾）
- ゼッド・エヴァンス：サミュエル・ラーセン（清水優譲）
- ステフ・ジョーンズ：カディージャ・レッド・サンダー（鹿野真央）
- トリスタン：ピア・ミア（小見川千明）
- モリー・サミュエルズ：イアンナ・サーキス（櫻庭有紗）
- ノア・ポーター：ディラン・アーノルド（窪塚俊介）
- ジェーン：アリエル・ヤスミン（小野早稀）
- ホームレスの男性：ステファン・ロリンズ（本多新也）

前作ではピーター・ギャラガーがケン・スコットを、ジェニファー・ビールスがカレン・スコットを演じていたが、本作で両名は起用されず、ロブ・エステスとカリマー・ウェストブルックが代わりに演じることになった。

## 製作
2019年5月19日、『アフター』が米国外でヒットしたことを受け、ヴォルテージ・ピクチャーズは本作の続編を製作すると発表した。その際、ジョセフィン・ラングフォードとヒーロー・ファインズ＝ティフィンの続投も発表された。8月7日、ロジャー・カンブルが監督に起用されると共に、ディラン・スプラウスが本作に出演することになったとの報道があった。15日、シェーン・ポール・マギー、サミュエル・ラーセン、カディージャ・レッド・サンダー、ディラン・アーノルドの続投が決定し、チャーリー・ウェバー、ロブ・エステス、ルイーズ・ロンバード、キャンディス・キング、カリマー・ウェストブルック、マックス・ラゴーネが新たにキャスティングされたと報じられた。同月、本作の主要撮影が始まった。2020年7月23日、ジャスティン・バーネットが本作で使用される楽曲を手がけるとの報道があった。

## 公開・マーケティング
2020年7月27日、本作のオフィシャル・トレイラーが公開された。9月2日、本作はアイルランド・イギリス・イタリア・ポルトガルの4カ国で封切られた。9日、オープン・ロード・フィルムズが本作の全米配給権を獲得したと報じられた。

## 評価
本作は批評家から酷評されている。映画批評集積サイトのRotten Tomatoesには12件のレビューがあり、批評家支持率は17%、平均点は10点満点で4.2点となっている。また、Metacriticには4件のレビューがあり、加重平均値は14/100となっている。

## 続編
2020年9月8日、本作の続編となる映画『After We Fell』と『After Ever Happy』の製作が決まり、カスティル・ランドンの監督起用と主演2人の続投も決まったとの報道があった。10月9日、スティーヴン・モイヤー、ミラ・ソルヴィノ、チャンス・パードモ、アリエル・ケベル、カーター・ジェンキンス、フランシス・ターナー、キアナ・マデイラがキャスト入りした。